# Emporia (Kansas)
Emporia – miasto w Stanach Zjednoczonych, w stanie Kansas, w hrabstwie Lyon. Tam urodził się aktor R. Lee Ermey.